# جمهورية دوبروفنيك (1991)
جمهورية دوبروفنيك (بالسيريلية الصربية: Dubrovačka Republika; Дубровачка република) كانت دولة صربية في طور التكوين قامت أثناء حصار دوبروفنيك في حرب الاستقلال الكرواتية، وأعلنت عن قيامها في 15 أكتوبر 1991 في المناطق المحتلة من كرواتيا، بعد أن تم استولى عليها أعضاء الفيلق الثاني من الجيش الشعبي اليوغوسلافي (JNA).  وكان رئيسها المؤقت هو ألكسندر أكو أبولونيو،  الذي كان أيضًا رئيس الحركة من أجل جمهورية دوبروفنيك . 
لم تتوافق الأراضي المعلنة مع حدود جمهورية راغوزا قبل عام 1808، والتي امتدت من نيوم (المدينة الساحلية الوحيدة في البوسنة والهرسك) إلى بريفلاكا (على الحدود البحرية لكرواتيا مع الجبل الأسود)،  وكانت موجودة فقط في القرى المحتلة كافتات و كونافلي.  حددت المحكمة الجنائية الدولية ليوغوسلافيا السابقة (ICTY) خلال محاكمة الرئيس الصربي سلوبودان ميلوسيفيتش، جمهورية دوبروفنيك على أنها جزء من عدة مناطق في كرواتيا سعى ميلوسيفيتش إلى دمجها في "دولة يسيطر عليها الصرب".  ذكرت المحكمة الجنائية الدولية ليوغوسلافيا السابقة أن حملة الجيش الشعبي اليوغوسلافي في منطقة دوبروفنيك كانت تهدف إلى تأمين الأراضي لهذا الكيان السياسي. 

## إعلان
أُعلنت جمهورية دوبروفنيك رسميًا في كافتات في 24 نوفمبر 1991. وفي هذا الاجتماع، تم إنشاء "المجلس الصغير لجمهورية دوبروفنيك" ليكون الهيئة الإدارية للجمهورية. كان المجلس يتألف من 12 عضوًا، من بينهم ألكسندر أبولونيو وإيفو لانغ وميرو براتوش، وميركو فوجيتشيتش، وبلاجو زلوباشا، وأوغليسا يوفيتش. وحضر الاجتماع عدد كبير من المواطنين من دوبروفنيك وكافتات وكونافالو وملين وكوبار.  
قال أبولونيو خلال الاجتماع :
نحن نتمتع بالحرية هنا. والجيش الشعبي اليوغوسلافي لم يكن أبدا قوة احتلال، كما تحاول السلطات الفاشية والأستاشا (في كرواتيا) تشويه سمعته. وهنا، تضمن لنا الحياة الحرة والظروف اللازمة لإعادة بناء ما دمرته الحرب بجهودنا الخاصة. إن فكرة تشكيل جمهورية دوبروفنيك كانت موجودة منذ فترة طويلة، ولكن لم يُسمح لها بالتعبير عن نفسها بحرية. نحن نبحث عن ترتيب مختلف تمامًا عن ذلك الذي كان لدى شعب دوبروفنيك منذ عام 1944، وخاصة من هذا في السنوات الأخيرة. لن نجد أنفسنا بعد الآن في وضع يستوردون فيه الحروب والمرتزقة والكراهية. لقد حان الوقت لنرفع رؤوسنا ونقول إن منطقة دوبروفنيك والمدينة تنتميان إلى دوبروفنيك. 
كانت وظيفة المجلس في الأراضي التي يسيطر عليها الجيش الوطني اليوغوسلافي رمزية، لأن الشرطة الحقيقية والسلطة القضائية كانت في أيدي الجيش اليوغوسلافي. ومع ذلك، فإن أهمية تصرفات هذه السلطات تكمن في محاولتها تطبيع الحياة المدنية في هذه الأراضي. 

## التطورات اللاحقة
في يناير 1992، أعلن الزعيم القومي الصربي فويسلاف شيشيلي تأييده لدولة تضم صربيا والجبل الأسود ومقدونيا والبوسنة والهرسك وجمهورية كرايينا الصربية وجمهورية دوبروفنيك داخل حدودها.  وأيد شيشيلي وحزبه الراديكالي الصربي إنشاء جمهورية دوبروفنيك. 

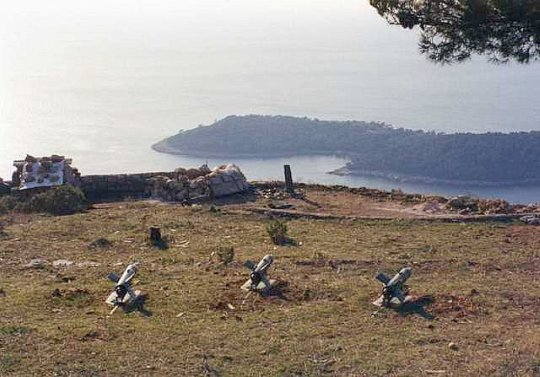
صواريخ الجيش الوطني في موقع مقابل دوبروفنيك مباشرة في ديسمبر 1991.

على الرغم من أنها تأسست بمساعدة الجيش الوطني، إلا أن الحكومة الصربية لم تصدر أي بيانات لدعم هذه الحكومة ولم تدرج الجمهورية في مناقشاتها السياسية.  ومع ذلك، كانت القيادة الصربية ترغب في دمج دوبروفنيك في دولة صربية، كما هو موضح في مذكرات بوريساف يوفيتش والاتصالات التي تم اعتراضها داخل الدائرة الداخلية للرئيس الصربي سلوبودان ميلوسيفيتش، مع الحدود الأدرياتيكية للدولة الصربية مع كرواتيا يتم وضعها في ميناء بلوتشي. 
كان لدى قيادة الجبل الأسود أثناء حصار دوبروفنيك خطط لضم دوبروفنيك إلى جانب "المناطق الساحلية في كرواتيا بين مدينة نيوم في البوسنة والهرسك، في الشمال الغربي وحدود الجبل الأسود في الجنوب الشرقي" إلى الجبل الأسود. 
أما بالنسبة لبلوتشي، فقد تقرر في نوفمبر 1991 أن تصبح المدينة منطقة تابعة للمناطق التي يسيطر عليها الصرب في البوسنة والهرسك (قبل تشكيل جمهورية صربسكا في عام 1992). 
نظرًا لضرورة استخدام الأراضي في البوسنة والهرسك لشن غزو دوبروفنيك، تم تضمين زعيم صرب البوسنة رادوفان كاراديتش في خطط الاستيلاء على دوبروفنيك. 
قبل أيام من تشكيل جمهورية دوبروفنيك، في 7 أكتوبر 1991، قال كاراديتش في محادثة هاتفية "يجب إنقاذ دوبروفنيك من أجل يوغوسلافيا. فلتكن جمهورية... يجب العثور على بعض المواطنين هناك ليقرروا ذلك عندما يتم تحريرهم".  في وقت لاحق من ذلك الأسبوع في محادثة هاتفية مع جويكو دوغو ، قال كاراديتش إن دوبروفنيك يجب أن توضع تحت القيادة العسكرية وهذا كل شيء... دوبروفنيك لم تكن كرواتية أبدًا! . رد أوغو بإعلان أن المنطقة المحيطة بدوبروفنيك بحاجة إلى تطهير عرقي، قائلاً: أحرق كل شيء ووداعًا!... شمال نهر دوبروفنيك اقتل الجميع!. 
أثناء حصار دوبروفنيك، قامت القوات غير النظامية الصربية والجبل الأسود وقوات الاحتياط التابعة للجيش الوطني بأعمال التخريب في دوبروفنيك، ولم يسلم أحد تقريبًا من أعمال العنف؛ ونهبت القرى والمزارع الصغيرة، وأضرمت النيران في المنازل والمزارع، وفي الحقول والبساتين، وقتلت الماشية.  وفر سكان دوبروفنيك ذوو الأغلبية الكرواتية بالكامل من المدينة وسط أعمال العنف. 

## سقوط الجمهورية
على الرغم من أن الجيش الشعبي اليوغوسلافي قد وافق على وقف إطلاق النار في يناير 1992، إلا أن جنوب دالماتيا جنوب ستون كان لا يزال تحت احتلال مجموعة تريبيني-بيليتشا التابعة للجيش الثاني التابع للجيش اليوغوسلافي والتي كانت تقصف دوبروفنيك. انتهت مشاركة الجيش الشعبي اليوغوسلافي رسميًا في مايو 1992، وهو ما يمثل التفكك الرسمي للجمهورية، وأعيد تصنيف المجموعة باسم فيلق صرب البوسنة والهرسك في 4 مايو 1992  بعد انسحاب الجيش الوطني اليوغوسلافي، فر آلاف المدنيين من دوبروفنيك والمناطق المحيطة بها إلى الجبل الأسود وصربيا، بسبب الخوف من الجيش الكرواتي.  
على الرغم من انسحاب الجيش الوطني الشعبي، استمر القتال بين وحدة صرب البوسنة وقوات الجيش الكرواتي حتى 23 أكتوبر 1992. 

## ما بعد الكارثة
بعد انهيار الجمهورية، فر معظم المتعاطفين معها من كرواتيا خوفًا من الأعمال الانتقامية. حتى أن بعض التقديرات تشير إلى عدد 15000 مدني فروا إلى صربيا والجبل الأسود من دوبروفنيك بعد انسحاب الجيش الوطني. 
فر زعيم الحركة من أجل جمهورية دوبروفنيك وأول رئيس وزراء للجمهورية المعلنة ذاتيا، ألكسندر آكو أبولونيو، إلى بلغراد، حيث عاش حتى وفاته. وبسبب إعلان الجمهورية، تعرض أبولونيو وإيفو لانغ وآخرون لمزيد من الاضطهاد والإدانة، واستمر التشهير بهم حتى في وسائل الإعلام العامة لاحقًا. وحُكم على أبولونيو أيضًا بالسجن لمدة 12 عامًا في كرواتيا.  
يوجد في المدينة ومقاطعة دوبروفنيك-نيريتفا اليوم العديد من الأحزاب والمنظمات التي تدعم أفكار إبعاد دوبروفنيك عن بقية كرواتيا.    